# Visual.ly
Visual.lyは2011年から公開されたインフォグラフィック及びデータ可視化コミュニティプラットフォームである。
インフォグラフィックの事例紹介のみならず、編集者やデザイナー、研究者などを対象とした議論の場やコミュニティとしても機能している。 
サイト内では利用者が教育からビジネス、政治に至る様々な分野の情報源や、キーワードタグを通じて画像の検索のほか、個人用ページにインフォグラフィックを投稿しサイト内で共有することができる。
社内のデータアナリストやジャーナリスト、デザイナーにより構成されたチームが自社開発ツールを使用してインフォグラフィックとデータビジュアライゼーションを作成している。一般公開用のデータビジュアライゼーションツールも開発中であり、 利用者は利用したいデータの種類や形式を選択するだけでデータベースやAPIからのデータ収集が自動的に行われインフォグラフィックが生成する予定である。最初に公開されたツールでは、二件のTwitterアカウント名を入力することで、両者の趣味や職業、フォロワー数を比較したインフォグラフィックが生成された。 カナダ放送協会はこの機能を主要政治家の比較に用いた。